# Point Blank (Texas)
Point Blank é uma cidade localizada no estado norte-americano do Texas, no Condado de San Jacinto.

## Demografia
Segundo o censo norte-americano de 2000, a sua população era de 559 habitantes.
Em 2006, foi estimada uma população de 622, um aumento de 63 (11.3%).

## Geografia
De acordo com o United States Census Bureau tem uma área de
5,7 km², dos quais 4,9 km² cobertos por terra e 0,8 km² cobertos por água.

## Localidades na vizinhança
O diagrama seguinte representa as localidades num raio de 24 km ao redor de Point Blank.